# Tantulacus hoegi
Tantulacus hoegi is een kreeftachtigensoort uit de familie van de Deoterthridae. De wetenschappelijke naam van de soort is voor het eerst geldig gepubliceerd in 1992 door Huys, Andersen & Kristensen.